# شو موراتا
شو موراتا (انگلیسی: Sho Murata؛ زادهٔ ۲ آوریل ۱۹۸۷) بازیکن فوتبال اهل ژاپن است.